# Буриды

Передняя Азия в 1135 году

Бури́ды (араб. البوري‎),  Тугтегини́ды (араб. الطغتكيني‎) — тюркская династия, правившая в Дамаске c 1104 по 1154 годы. Её основателем был Тугтегин, атабек Дукака, сына сельджукского правителя Сирии Тутуша. После смерти Дукака в 1104 году Тугтегин правил от имени малолетнего сына Дукака, Тутуша, который умер в том же году. С этого времени Тугтегин правил самостоятельно и получил в 1116 году маншур (грамоту) султана с признанием атабека независимым правителем и правом передавать власть по наследству. Тугтегин умер в 1128 году. Его потомки правили Дамаском до покорения города Нуреддином Махмудом 25 апреля 1154 года.

## Предыстория
Тугтегин был мамлюком сельджукского султана Алп-Арслана. После смерти султана в 1072/73 году Тугтегин стал одним из мамлюков его сына, Тутуша, и перебрался с ним из Персии в Сирию в 1077 году. После смерти сельджукского султана Мелик-шаха в конце 1092 года его брат Тутуш начал борьбу за трон. Доверяя Тугтегину, Тутуш приблизил его, дал высокий статус и поручил управлять Дамаском в своё отсутствие. После этого Тутуш доверил ему воспитание своего сына Дукака. Около 1094 года Тугтегин женился на матери Дукака Сафват аль-Мулюк, что закрепило его положение в Дамаске. Похоже, что Тутуш развёлся с матерью Дукака и заставил её выйти замуж за Тугтегина.
В 1095 году в битве при Рее между Тутушем и Баркияруком Тутуш погиб, а Тугтегин попал в плен. Дукаку удалось бежать с поля боя и отправиться в Алеппо, которым стал править Рыдван бен Тутуш. Когда в Алеппо прибыл Дукак, Рыдван велел взять его под стражу. Некоторое время Дукак жил в Алеппо, но боялся, что Рыдван убьёт и его, как убил двух их братьев, и сбежал в Дамаск. Таким образом, в Сирии образовалось два сельджукских султана — в Алеппо и Дамаске. Дукаку не хватало опыта для управления государством и военного руководства. Он написал султану Баркияруку, сообщив о побеге от Рыдвана. Баркиярук освободил Тугтегина, обменяв его на Кербогу, пленённого Тутушем в 1094 году. Период с 1095 по 1104 год можно считать переходным этапом в карьере Тугтегина, когда он от лидера, правившего Дамаском в роли атабека ребёнка-сельджука, вырос до фактического владельца Дамаска. В эти годы Тугтегин практиковался в управлении.

## История

### Правление Тугтегина
Дукак умер в 1104 году. По словам Ибн Асакира, он был отравлен своей матерью (и женой Тугтегина) Сафват аль-Мулюк. После его смерти осталось лишь два человека, имевших законное право управлять Дамаском: брат Арташ и сын Тутуш. Дукак завещал трон своему сыну Тутушу. Как бы Тугтегин не хотел править сам, он понимал, что жители Дамаска, сельджукский султан и аббасидский халиф не признают правителем Дамаска никого, кроме сельджукида. Некоторое время формальными правителями Дамаска были Арташ и Тутуш. Но Арташ с матерью бежали из города, а Тутуш умер. С этого момента Тугтегин правил уже как независимый правитель. В 1116 году Тугтегин отправился в Багдад, и добился от сельджукского султана и халифа признания себя правителем Дамаска. Хотя до этого он обладал в Дамаске всей полнотой власти, но в Багдаде его считали узурпатором, который правит незаконно. У султана не было сил, чтобы приструнить эмира, но Тугтегину этого было мало — он хотел, чтобы его потомки правили в Дамаске законно. Полученный им от султана маншур (грамота) содержал прямое указание на возможность передачи власти по наследованию. Если раньше Тугтегин был по статусу всего лишь атабеком, захватившим власть, то теперь он был владетельным князем с официальным признанием султана.
Историк Дж. Альптекин утверждал, что Тугтегин заболел в конце похода против крестоносцев вместе с эмиром Ак-Сункуром аль-Бурсуки летом 1126 года. Чувствуя, что скоро умрёт, атабек призвал к себе сына Бури и своих эмиров. Он объявил сына Бури своим преемником и дал сыну советы. Через две недели, 11 февраля 1128 года, он скончался. Ему было около 80 лет.

### Правление потомков Тугтегина
Его сменил Бури, который умер в результате покушения 6 июня 1132 года. Незадолго до смерти Бури назвал своим преемником своего сына Исмаила, который был убит собственными рабами 30 января 1135 года по приказу собственной матери Зумурруд. Он был жадным и жестоким, повышал налоги и убивал. Среди казнённых им был родной брат, сын Бури Севиндж (не от Зумурруд), которого молодой правитель велел уморить голодом в тюрьме. В 1135 году влиятельные жители Дамаска пришли к Зумурруд с жалобой на Исмаила. Она дождалась момента, когда её сын «оказался один, и приказала своим слугам убить его без жалости». Она присутствовала при убийстве, когда её сын молил о пощаде. Вместо Исмаила Зумурруд посадила на трон своего второго сына, Махмуда.

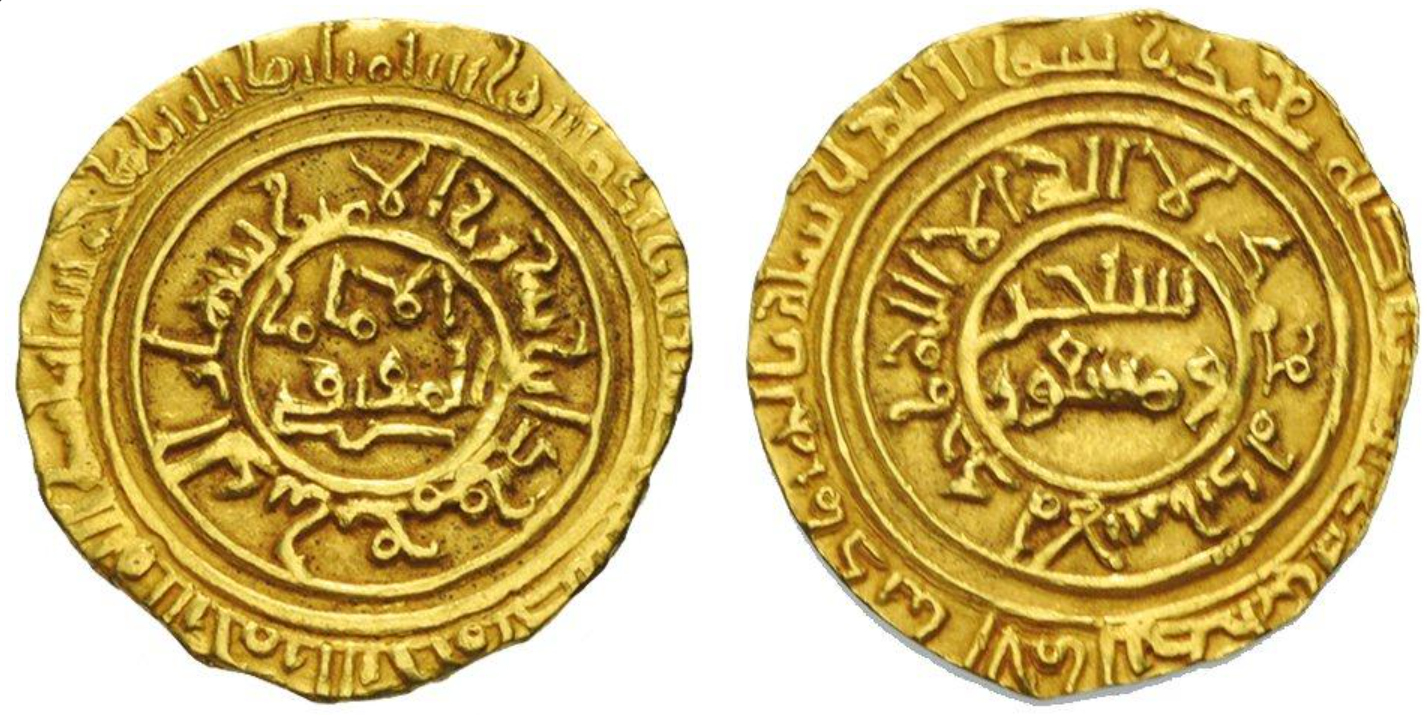
Динар, отчеканенный в Дамаске в 533 г. х. (1138/39) с именами Шихабеддина Махмуда, сельджукских султанов Санджара и Месуда и аббасидского халифа аль-Муктафи.

По словам Ибн аль-Каланиси, в 1135 году Махмуд «занял трон брата в присутствии своей матери, а эмиры, главные воинские командиры и знатные горожане предстали перед ним и поздравили его с эмиратом. Они принесли ему и его матери клятву верности, преданности своей службе, обещали поддерживать их сторонников и бороться с их врагами». Зумурруд назначила Юсуфа бен Фируз атабеком Махмуда, в 1136 году направила Юсуфа управлять Хомсом, а атабеком сына сделала Гюмюштекина, а затем Базваджа. 23 июня 1139 года Махмуд был убит тремя своими слугами.
Вместо него править Дамаском стал его брат Мухаммед, вали Баальбека. Он умер в результате болезни 29 марта 1140 года. Затем военачальники привели к власти сына Мухаммеда, Саида Абака, который передал обязанности управления своему атабеку Унуру до смерти последнего 30 августа 1149 года. Затем Саид Абак взял управление делами в свои руки, но очень скоро был вынужден подчиниться зангиду Нур ад-Дину Махмуду, который изгнал его из Дамаска в 1154 году.

## Государственное устройство
Хотя в источниках мало сведений об устройстве государства атабеков Дамаска, о нём можно судить по деталям описаний событий в хрониках. Государственная организация строилась по образцу Сельджукской империи. Во главе государства стоял эмир, носивший титул «атабек». Первое время (в период жизни Тугтегина) атабек правил формально от имени мелика из династии Сельджуков. При этом атабек обладал всей административной, финансовой и военной властью. Земли атабеков Дамаска передавались по наследству. Атабеки чеканили деньги от своего имени, и их имя произносилось в хутбе. Например, Ибн аль-Каланиси писал об убийстве Базваджа во время заседания совета (диван). В определённые дни недели атабеки Дамаска принимали чиновников и военачальников, выслушивали жалобы народа. На этих заседаниях принимались решения о назначениях на должности. У атабеков Дамаска был Зонт (четр), один из символов суверенитета у тюркских народов. Зонт держат над головой правителя, когда тот сидит на троне или отправляется на войну.
В источниках упоминаются дворцовые чиновники атабеков Дамаска. Среди них были придворные, оружейники, казначеи, слуги. Их обязанности были аналогичны обязанностям служащих во дворце Сельджуков, поскольку дворец атабеков, располагавшийся во внутреннем замке Дамаска, функционировал со времён Тутуша.
Подчинявшиеся Дамаску поселения и крепости управлялись наибами (регентами) либо вали (губернаторами), назначаемыми атабеком. Они представляли как гражданскую, так и военную администрацию, отвечали за оборону городов и порядок в них, контролировали расходы и собирали налоги. В обмен на это они получали оплату и долю произведённых товаров.
Кади отвечали за юридические и религиозные вопросы. Главного судью называли кадилкудат. Помимо судов, кади контролировали вакуфы и монетные дворы, произносили проповеди. Делами, связанными с армией и распределением добычи, занимались военные кади. Мухтасибы, выбиравшиеся из кади, решали дела, связанные с торговыми сделками, контролем за измерениями и наказанием тех, кто обманывал в торговле и не платил долги.

## Армия
Основную часть армии дамасских атабегов составляли туркмены. Их отбирали с большой тщательностью, уделяя внимание их происхождению и способностям. Первая часть армии состояла из всадников, которые обладали высокой маневренностью и скоростью. Они добились больших успехов в набегах на крестоносцев. Второй частью были пехотные войска, разделённые на несколько частей: хеккарун (использовавшие катапульты), наккабун (занимавшиеся укреплениями и сооружениями), неффатун (занимавшиеся зажигательными смесями) и другие. В армии были врачи и имамы. Все они получали зарплату от атабека и проживали в Дамаске. Ипподром «Мейдан-и Ахдар» на берегу реки Барада в западной части Дамаска был учебным полигоном кавалеристов. На юге Дамаска был ипподром «Мейдан-уль-Хаса», где тренировались в метании копий. За пределами Дамаска размещались кавалерийские части. Для транспортировки грузов использовали лошадей, мулов и верблюдов.
Мамлюков набирали в армии только из тюрок, отличившихся храбростью, умениями и верностью. Они служили в охране атабеков. Отряд охраны Бури называли «Хорасанские тюрки». Кроме собственной постоянной армии атабеки Дамаска использовали вспомогательные силы. Туркменские войска участвовали в кампаниях атабеков либо за оплату, либо за добычу. Их призывали на помощь отдельных случаях, а по окончании экспедиции они получали оплату и долю добычи и уходили. В Дамаске действовали отряды городской милиции под названием «Аль-Ахдас». Они состояли из молодёжи города и помогали, особенно во время осады города противником, не придерживаясь военного порядка. Среди вспомогательных частей были и бедуины, но большинство из занимались грабежами и имели дурную репутацию. Вспомогательные силы назывались мутаввиун (добровольцы) и гузат (ветераны), у них не было конкретных обязанностей в армии.

## Почта
Сельджуки использовали почтовую систему связи. Помимо конных курьеров использовались курьеры на верблюдах и голуби. Эти обученные голуби назывались аль-Менасиб, и их регистрировали в книгах Дефтер аль-Ансаб. В крупных крепостях были голубятни. Голубятня в Дамаске была расположена во внутреннем замке и носила название Буркул-Хамам. На больших перегонах существовали места отдыха птиц, называемые Меракиз аль-Хамам. Во времена династии Буридов эта система связи существовала между Дамаском и Каиром, Баальбеком, Карьятейном, Карой, Химсом, Хамой, Мааррат ун-Нууманом.

## Благотворительность
Когда Тугтегин был атабеком Дукака, в Дамаске была построена первая больница, которая располагалась к западу от Великой мечети рядом с воротами Берид. Тугтегин построил в городе новые кварталы: аль-Укейбе в северной части города, Шасур на юге, Касрул-Хайчач на юго-западе. На берегах Барады были построены мастерские ткачей и кожевников, две мастерские, производившие бумагу.
Сафват аль-Мулюк построила две мечети: Куббетют-Тававис (где находится могила Дукака) и Масджид Хатун Зумурруд. Аль-Маздегани, визирь Тугтегина и Бури, построил три большие мечети. Некий Фируз, паломник, построил две мечети: одна из них, по словам Ибн Асакира, была известна как «Минарет Фируз», вторая располагалась недалеко от Хамама Ибн аль-Тайиба. Эмир Бозан построил большую мечеть с минаретом и фонтаном. Эмир Акыз и визирь Унер также построили мечети.
Известно о 4 хаммамах, построенных в Дамаске в период правления Буридов. В город подавалась по каналам вода из рек. От этих каналов питались многие мечети, медресе, бани и фонтаны в различных частях города.

## Образование и культура
В период правления Буридов в Дамаске было построено 11 медресе:
- Ханафитские: в 1098 году — Садирийе, в 1130 году — Мюинийе (построил Унур), в 1131 году — Тархание, в 1132 году — медресе Зумурруд-хатун.
- Шафиитские: в 1120 году — Эминие, в 1135 году — медресе эмира Бозана, в 1145 году — медресе эмира Бозана, в 1152 году — Джарухие (Джарух эт-Туркмани).
- Ханбалистские: в 1141 году — Шарафийе (шейх Шараф), в 1141/42 году — Акизие (позже Белхие, эмир Акыз), в 1152 году — Мисмарие (шейх Мисмар эль-Хилали).

В 1135/36 году Абу Мансур Гумуштегин построил медресе в Босре. Муджируддин Абак построил медресе в Багдаде. В 12 веке Дамаск считался культурным центром Сирии. Сюда приезжали многие учёные из Анатолии, Ирана, Месопатамии и Египта. В Дамаске родились и получили начальное образование Ибн Асакир и его брат, который стал мюдеррисом в медресе Эминие. В Дамаске вырос и жил Ибн аль-Каланиси.

## Генеалогическое древо
|  |  |                    |                    |                    |                    |                    |                    |  |  | Тугтегин (1104—1128) |                    |                    |                    |                    |                    |  |  |                      |                      |                      |                      |                      |                      |  |  |            |            |            |            |            |            |  |  |        |        |        |        |        |        |  |  |  |  |  |  |  |  |  |  |  |  |  |  |  |  |
|  |  |                    |                    |                    |                    |                    |                    |  |  |                      |                    |                    |                    |                    |                    |  |  |                      |                      |                      |                      |                      |                      |  |  |            |            |            |            |            |            |  |  |        |        |        |        |        |        |  |  |  |  |  |  |  |  |  |  |  |  |  |  |  |  |
|  |  |                    |                    |                    |                    |                    |                    |  |  |                      |                    |                    |                    |                    |                    |  |  |                      |                      |                      |                      |                      |                      |  |  |            |            |            |            |            |            |  |  |        |        |        |        |        |        |  |  |  |  |  |  |  |  |  |  |  |  |  |  |  |  |
|  |  |                    |                    |                    |                    |                    |                    |  |  |                      |                    |                    |                    |                    |                    |  |  |                      |                      |                      |                      |                      |                      |  |  |            |            |            |            |            |            |  |  |        |        |        |        |        |        |  |  |  |  |  |  |  |  |  |  |  |  |  |  |  |  |
|  |  |                    |                    |                    |                    |                    |                    |  |  | Бури (1128—1132)     | Бури (1128—1132)   | Бури (1128—1132)   | Бури (1128—1132)   | Бури (1128—1132)   | Бури (1128—1132)   |  |  | Шамс ад-Дин          | Шамс ад-Дин          | Шамс ад-Дин          | Шамс ад-Дин          | Шамс ад-Дин          | Шамс ад-Дин          |  |  | Йель-хатун | Йель-хатун | Йель-хатун | Йель-хатун | Йель-хатун | Йель-хатун |  |  | дочь   | дочь   | дочь   | дочь   | дочь   | дочь   |  |  |  |  |  |  |  |  |  |  |  |  |  |  |  |  |
|  |  |                    |                    |                    |                    |                    |                    |  |  | Бури (1128—1132)     | Бури (1128—1132)   | Бури (1128—1132)   | Бури (1128—1132)   | Бури (1128—1132)   | Бури (1128—1132)   |  |  | Шамс ад-Дин          | Шамс ад-Дин          | Шамс ад-Дин          | Шамс ад-Дин          | Шамс ад-Дин          | Шамс ад-Дин          |  |  | Йель-хатун | Йель-хатун | Йель-хатун | Йель-хатун | Йель-хатун | Йель-хатун |  |  | дочь   | дочь   | дочь   | дочь   | дочь   | дочь   |  |  |  |  |  |  |  |  |  |  |  |  |  |  |  |  |
|  |  |                    |                    |                    |                    |                    |                    |  |  |                      |                    |                    |                    |                    |                    |  |  |                      |                      |                      |                      |                      |                      |  |  |            |            |            |            |            |            |  |  |        |        |        |        |        |        |  |  |  |  |  |  |  |  |  |  |  |  |  |  |  |  |
|  |  |                    |                    |                    |                    |                    |                    |  |  |                      |                    |                    |                    |                    |                    |  |  |                      |                      |                      |                      |                      |                      |  |  |            |            |            |            |            |            |  |  |        |        |        |        |        |        |  |  |  |  |  |  |  |  |  |  |  |  |  |  |  |  |
|  |  | Исмаил (1132—1135) | Исмаил (1132—1135) | Исмаил (1132—1135) | Исмаил (1132—1135) | Исмаил (1132—1135) | Исмаил (1132—1135) |  |  | Махмуд (1135—1139)   | Махмуд (1135—1139) | Махмуд (1135—1139) | Махмуд (1135—1139) | Махмуд (1135—1139) | Махмуд (1135—1139) |  |  | Мухаммед (1139—1140) | Мухаммед (1139—1140) | Мухаммед (1139—1140) | Мухаммед (1139—1140) | Мухаммед (1139—1140) | Мухаммед (1139—1140) |  |  | Севинч     | Севинч     | Севинч     | Севинч     | Севинч     | Севинч     |  |  | Бахрам | Бахрам | Бахрам | Бахрам | Бахрам | Бахрам |  |  |  |  |  |  |  |  |  |  |  |  |  |  |  |  |
|  |  | Исмаил (1132—1135) | Исмаил (1132—1135) | Исмаил (1132—1135) | Исмаил (1132—1135) | Исмаил (1132—1135) | Исмаил (1132—1135) |  |  | Махмуд (1135—1139)   | Махмуд (1135—1139) | Махмуд (1135—1139) | Махмуд (1135—1139) | Махмуд (1135—1139) | Махмуд (1135—1139) |  |  | Мухаммед (1139—1140) | Мухаммед (1139—1140) | Мухаммед (1139—1140) | Мухаммед (1139—1140) | Мухаммед (1139—1140) | Мухаммед (1139—1140) |  |  | Севинч     | Севинч     | Севинч     | Севинч     | Севинч     | Севинч     |  |  | Бахрам | Бахрам | Бахрам | Бахрам | Бахрам | Бахрам |  |  |  |  |  |  |  |  |  |  |  |  |  |  |  |  |
|  |  |                    |                    |                    |                    |                    |                    |  |  |                      |                    |                    |                    |                    |                    |  |  | Абак (1140—1154)     |                      |                      |                      |                      |                      |  |  |            |            |            |            |            |            |  |  |        |        |        |        |        |        |  |  |  |  |  |  |  |  |  |  |  |  |  |  |  |  |

## Эмиры Дамаска
| № | Имя      | Годы правления |
| - | -------- | -------------- |
| 1 | Тугтегин | 1104—1128      |
| 2 | Бури     | 1128—1132      |
| 3 | Исмаил   | 1132—1135      |
| 4 | Махмуд   | 1135—1139      |
| 5 | Мухаммед | 1139—1140      |
| 6 | Абак     | 1140—1154      |